# Toumeyella pinicola
Toumeyella pinicola är en insektsart som beskrevs av Ferris 1920. Toumeyella pinicola ingår i släktet Toumeyella och familjen skålsköldlöss. Inga underarter finns listade i Catalogue of Life.